# هلموت مولر

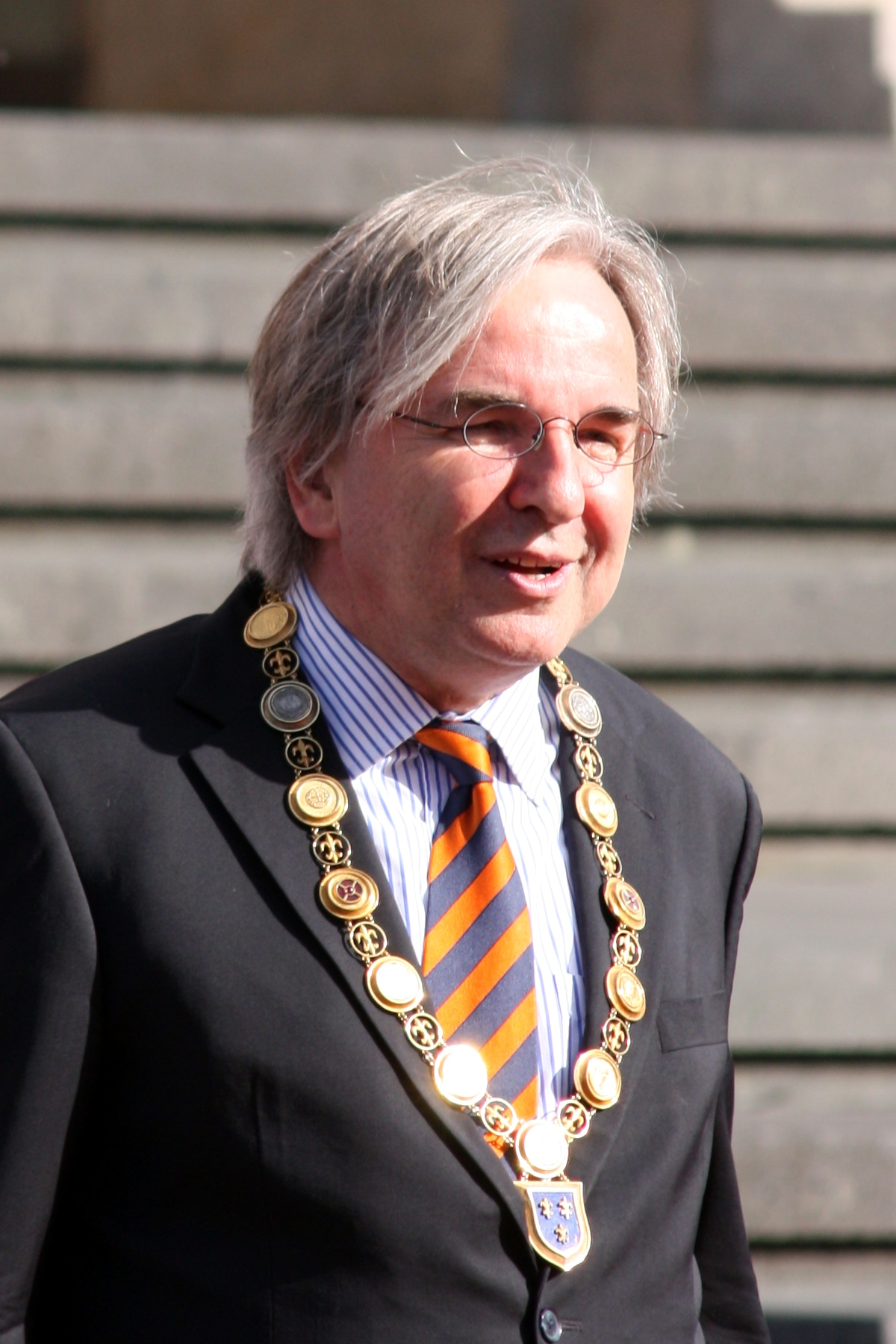
هلموت مولر، فوتبالیست اسبق اهل آلمان - ۲۰۱۳

هلموت مولر (به آلمانی: Helmut Müller) بازیکن فوتبال و مهاجم اهل آلمان شرقی بود که از سال ۱۹۵۷ میلادی عضو تیم ملی فوتبال آلمان شرقی بوده‌است. وی در ۱۳ بازی ملی حضور داشته و در بازی‌های ملی‌اش ۵ گل به ثمر رساند. هلموت مولر آخرین بازی ملی خود را در سال ۱۹۶۲ میلادی انجام داد.